# Aksel Jensen (modstandsmand)
 Der er flere personer med dette navn, se Aksel Jensen.
Aksel Jensen (13. februar 1919 – 9. august 1944) var en dansk modstandsmand.

## Biografi
Han var medlem af modstandsgruppen BOPA.
I en fangetransport på 11 modstandsfolk var han på vej fra Shellhuset til Frøslevlejren om bord på en lastbil, der standsede ved Rorup nær Osted mellem Roskilde og Ringsted.
Iført håndjern blev alle 11 bedt om, at træde af på ”naturens vegne” og alle blev skudt af Gestapo, angiveligt under flugtforsøg.